# Andrew Grove
Andrew Stephen (Andy) Grove (Boedapest, 2 september 1936 – Los Altos, 21 maart 2016) was een in Hongarije geboren Amerikaans zakenman, technicus en auteur. Hij was vooral bekend als de eerste CEO van Intel Corporation.

## Biografie
Grove, geboren in Boedapest als András István Gróf, groeide als Jood op in Midden-Europa tijdens de opkomst van het fascisme in Europa. In 1944, toen Hongarije bezet werd door de nazi's werd zijn vader naar een werkkamp gedeporteerd. Hij en zijn moeder werden ondergebracht naar een overvol appartement speciaal voor Joden. Het gezin werd pas weer herenigd toen de communisten de macht in Hongarije overnamen.
In 1956, toen hij twintig jaar oud was, besloot Grove tijdens de Hongaarse Opstand het communistische land te ontvluchten en via Oostenrijk kwam hij een jaar later aan in de Verenigde Staten, zonder geld of kennis van de Engelse taal. Hij studeerde aan het City College in New York en promoveerde in 1963 aan de Universiteit van Californië - Berkeley in de chemische technology. Vandaar kwam hij als onderzoeker terecht bij Fairchild Semiconductor waar hij voor het eerst kennismaakte met Gordon Moore en Robert Noyce. 
Bij Fairchild raakte hij bekend met de vroege ontwikkeling van geïntegreerde schakeling, welke zou leiden tot de microcomputer-revolutie in de jaren zeventig van de twintigste eeuw. In zijn vrije tijd schreef hij een college-leerboek over dit onderwerp, "Physics and Technology of Semiconductor Devices" (1967).
In 1968 richtte Moore en Noyce Intel op. Grove was de eerste werknemer die voor het bedrijf ging werken omdat ze een harde, no-nonsense manager nodig hadden voor de dagelijkse leiding van het bedrijf. Aanvankelijk was hij technisch directeur, maar in 1979 werd Grove benoemd tot directievoorzitter. In 1987 werd hij bestuursvoorzitter (Chief Executive Officer) van Intel. Onder zijn leiding groeide het bedrijf uit tot de succesvolste fabrikant van processor-halfgeleiders van de Verenigde Staten. In 1998 trad hij terug als CEO, maar bleef tot 2004 actief betrokken bij Intel als voorzitter van de Raad van Bestuur.
In 1997 werd Grove door Time Magazine uitgeroepen tot 'TIME Person of the Year', omdat hij "de persoon was die het meest verantwoordelijk was voor de verbluffende groei in de kracht en het innovatieve potentieel van microchips".
Bij Intel introduceerde Grove een nieuwe stijl van leidinggeven. In plaats van een sterke hiërarchische structuur bracht hij een cultuur naar voren van gedrevenheid, gerichtheid en detailbewustzijn. Hij creëerde binnen Intel een bedrijfscultuur waarin innovatie mogelijk werd gemaakt, waarbij hij openstond voor veranderingen. Zijn motto was "Only the paranoid survive" – een managementboek publiceerde hij in 1996 onder dezelfde naam. Met zijn manier van leidinggeven was Grove een inspiratiebron voor vele techneuten, ondernemers en zakelijk leiders, waaronder Steve Jobs.
- Bibsys: 90915211
- Bibliothèque nationale de France: cb120418372 (data)
- CiNii: DA00431035
- Gemeinsame Normdatei: 13408831X
- International Standard Name Identifier: 0000 0001 1779 3471
- Library of Congress Control Number: n83040150
- Nationale Bibliotheek van Letland: 000087091
- Bibliotheek van het Japanse parlement: 00441846
- Nationale Bibliotheek van Tsjechië: kup19980000033921
- Nationale Bibliotheek van Israël: 987007309283705171
- Nederlandse Thesaurus van Auteursnamen: 070897395
- Istituto Centrale per il Catalogo Unico: LO1V029860
- Système universitaire de documentation: 028619536
- Virtual International Authority File: 108281008
- WorldCat: E39PBJtxkQKBj8crrxXgH7cHG3